# Andriej Uszakow
Andriej Iwanowicz Uszakow (ros. Андре́й Ива́нович Ушако́в, ur. w 1672, zm. 1747) – rosyjski działacz państwowy, hrabia, senator, naczelnik Kancelarii Tajnych Spraw Śledczych, autor dzieła na temat tortur „Obrządek, jak oskarżonego torturować”.

## Życiorys
Urodził się w guberni nowogrodzkiej, w biednej rodzinie szlacheckiej. W młodości wraz z czwórką braci stał się sierotą po czym przygarnął ich chłop z majątku ojca. W wieku lat 20 w związku z ukazem cara Piotra I stawił się z braćmi w Moskwie i wstąpił do służby wojskowej.
Dzięki swoim warunkom fizycznym został przyjęty do Pułku Preobrażeńskiego. Tam nauczył się czytać i pisać, awansował i został dostrzeżony przez cara, który w 1708 roku mianował go kapitanem-porucznikiem. W 1714 roku został tajnym radcą ciesząc się zaufaniem monarszym (otrzymywał osobiste rozkazy od cara) i nadaniami majątkowymi. W Moskwie pracował w Prikazie Preobrażeńskim, pod kierunkiem Fiodora Romodanowskiego. Prikaz Preobrażeński za panowania Piotra pełnił funkcję tajnej policji w państwie rosyjskim. W 1718 roku Piotr powołał do życia Tajną Kancelarię, która miała odciążyć prikaz i skupić się na najcięższych przestępstwach politycznych. Kancelaria została umiejscowiona w Petersburgu (w przeciwieństwie do Prikazu Preobrażeńskiego) i powierzona Uszakowowi, Piotrowi Tołstojowi, Iwanowi Buturlinowi i Gieorgijowi Skorniakowowi-Pisariewowi. Utrzymywała się on z licytacji skonfiskowanych dóbr oskarżonych osób. Pierwszą ważną kwestią jaką zajęła się kancelaria była sprawa oskarżenia o zdradę następcę tronu, carewicza Aleksego Piotrowicza. Andriej Uszakow według pogłosek miał brać udział w zamordowaniu carewicza Aleksego w twierdzy Pietropawłowskiej. Od 1725 roku Uszakow kierował sprawami karnymi.
Piotr I awansował go do rangi majora gwardii, a po jego śmierci cesarzowa Katarzyna I do rangi generał-lejtnanta. Gdy leżała na łożu śmierci brał udział w spisku pozbawienia tronu Piotra II. Po likwidacji Tajnej Kancelarii w 1726 roku aktywnie uczestniczył w poszukiwaniu śladów wyprawy wysłanej przez Piotra Wielkiego na brzeg Madagaskaru, wyspy Santa Maria. Miał bezpośredni wpływ na wysłanie rosyjskich ekspedycji Vitusa Beringa w 1728 roku, a później, Fiedorowa i Gwozdiewa do Ameryki w 1732 roku.

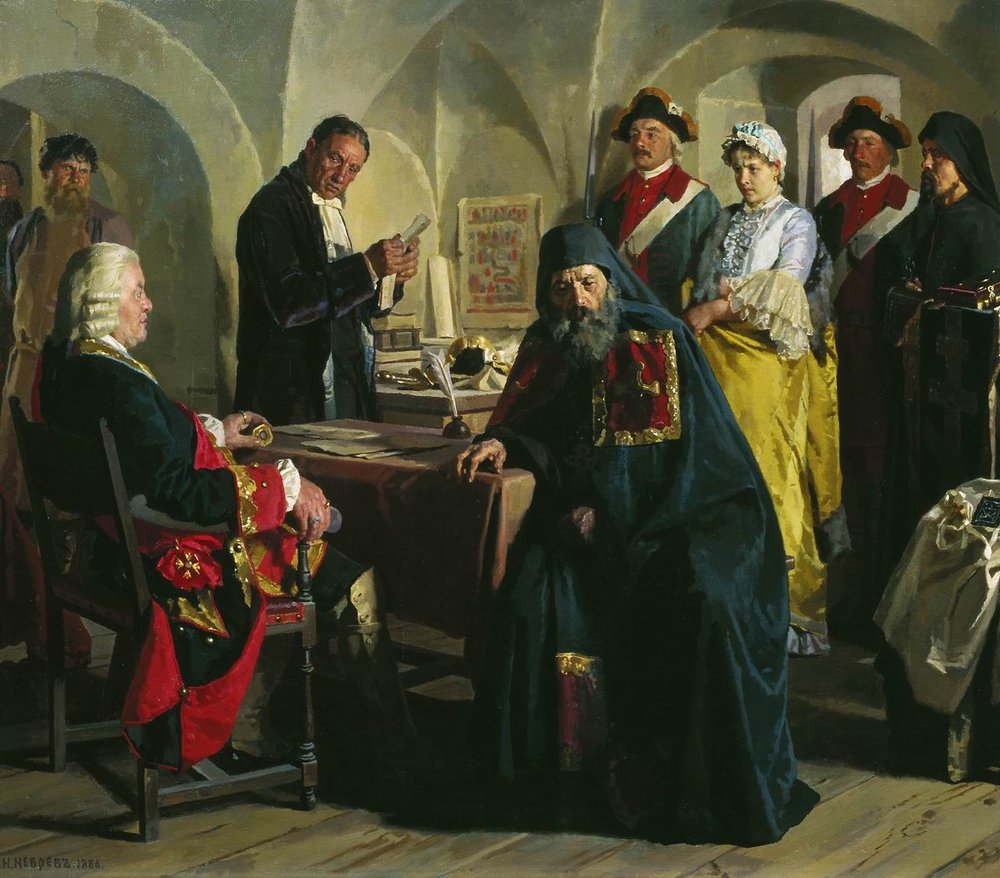
Andriej Uszakow przesłuchujący księżną Jusupową. Obraz Nikołaja Niewriewa

Po wstąpieniu na tron Anny Iwanowny, podpisał petycję szlachty, potępiającej próby Rady Najwyższej do ograniczenia władzy carskiej (1730). W tym samym roku został senatorem, a w 1731 roku - kierownikiem na nowo reaktywowanej Tajnej Kancelarii, chętnie biorąc udział w rozpatrywaniu ważnych śledztw takich jak sprawa szefa rządu Artemija Pietrowicza Wołyńskiego, podczas której stosowano okrutne tortury. Uszakow składał swe meldunki osobiście u cesarzowej i tylko od niej przyjmował instrukcje i rozkazy. W 1732 roku Kancelaria Tajnych Spraw Śledczych została przeniesiona do Petersburga, który ponownie został ustanowiony stolicą państwa. Oprócz Andrieja Uszakowa zatrudnienie w niej znalazło dwóch sekretarzy dwudziestu jeden urzędników. W Imperium Rosyjskim zapanował terror, znany jako bironowszczyzna, a Uszakow był jednym z jej wykonawców. Wyrokami Tajnej Kancelarii na Sybir zesłano ponad 20 tysięcy osób, a kary śmierci były na porządku dziennym.
Odmówił przystąpienia do grupy zamachowców na rzecz Elżbiety Piotrownej Romanowej, ale, gdy pucz się udał, zachował wpływowe stanowisko przy nowej cesarzowej, w komisji prowadzącej dochodzenie przeciw przeciwnikom cesarzowej Elżbiety. W tym czasie gdy wszyscy wpływowi członkowie byłego rządu zostali odsunięci lub wygnani, Uszakow znalazł się w odnowionym składzie Senatu w 1741 roku. Cesarzowa Elżbieta, pod pretekstem podeszłego wieku Uszakowa, ale w rzeczywistości, tak mieć go z oczu, mianowała przy nim asystenta Aleksandra Iwanowicza Szuwałowa, który został jego następcą. Uszakow natomiast został mianowany hrabią. Zmarł w 1747 roku i został pochowany w ławrze Aleksandra Newskiego w Petersburgu. Napisał rozprawę na temat stosowania tortur zatytułowaną „Obrządek, jak oskarżonego torturować”